# 亞特蘭提斯 (DC漫畫)
亞特蘭提斯（英語：Atlantis）是美國DC漫畫的虛構水底文明。DC宇宙的第一個亞特蘭蒂斯版本在《動作漫畫》＃18（1939年11月）首次亮相，由加德納·福克斯和佛瑞德·瓜丁納構思。
所有版本的亞特蘭提斯都基於柏拉圖《蒂邁歐篇》所提到的虛構的亞特蘭蒂斯島。其他版本出現在20世紀40年代和50年代的各種DC漫畫中，包括美人魚Lori Lemaris所居住的超人群書中的版本。水行俠的城市版本，該公司系列中最著名的特色版本，首次出現在《Adventure Comics》＃260（1959年5月），由Robert Bernstein和Ramona Fradon創作。
DC擴展宇宙於2018年電影《水行俠》中首次描繪亞特蘭蒂斯七大王國

## 出版歷史
最早提到亞特蘭蒂斯的作品是1939年《動作漫畫》＃17，在Zatara的故事中 這個城市在下個月的“動作漫畫”＃18中的“Zatara”故事中直接地描繪出來。
但這個城市在20世紀40年代和50年代的幾部DC漫畫中出現了相互矛盾的描述，然後在《冒險漫畫》（第1卷）＃260中以“水行俠”的故事開始有一致的設定。 在作家Robert Bernstein和藝術家Ramona Fradon的故事設定中，基於亞特蘭蒂斯的真實世界神話。
亞特蘭蒂斯的歷史在1990年3月至1990年9月由DC漫畫出版的《亞特蘭蒂斯編年史》(The Atlantis Chronicles)中詳細介紹了7期漫畫。它是由作家彼得·大衛及插畫家Esteban Maroto創作。 該系列專注於一系列亞特蘭蒂斯歷史手稿，並記錄了亞特蘭蒂斯的興衰。 每個問題都涉及亞特蘭蒂斯過去的一個單獨的時代或事件，從其沉沒開始，如歷史學家的觀點所述。

## 其他媒體

### 電影
- DC擴展宇宙
  - 《正義聯盟》：荒原狼來此搶奪母盒（英语：Mother Box）。
  - 《水行俠》：水行俠的母親來自亞特蘭提斯。

### 電視
- 綠箭宇宙：《閃電俠》第二季中，地球2的亞特蘭提斯是一塊大陸。Jay(極速偽裝)的最好朋友在此地。地球2的Barry及Iris曾於此地紀念蜜月日，也有親戚居住此地避免極速的追殺。

在“無限地球危機 (綠箭宇宙)”事件後，震波 (漫畫)曾拜訪過亞特蘭蒂斯。 “付給吹笛者”一集中提到，震波提到亞特蘭蒂斯上的一個組件可能有助於形成永動機。

## 外部連結
- DCU Guide: Atlantis
- Cosmic Teams: Atlantis（页面存档备份，存于）
- DCU Guide: Atlantis Chronicles
- Beek's Books: Atlantis Chronicles （页面存档备份，存于）